# 225
Правління імператора Александра Севера у Римській імперії. У Китаї триває період трьох держав, найбільшою державою на території Індії є Кушанська імперія, у Персії династія Сассанідів долає залишки опору парфян.
На території лісостепової України Черняхівська культура. У Північному Причорномор'ї готи й сармати.

## Події
- Імператор Александр Север одружується з Саллюстією Оріаною. Батько нареченої Сей Саллюстій, мабуть, отримав титул цезаря.
- У римських катакомбах з'явилися перші християнські картини.

## Народились
- Гордіан III, майбутній римський імператор.